# Naszko Szirakov
Naszko Petkov Szirakov, bolgárul: Наско Петков Сираков; (Sztara Zagora, 1962. április 26. –) bolgár válogatott labdarúgócsatár, négyszeres bolgár gólkirály.
A bolgár válogatott tagjaként részt vett az 1996-os Európa-bajnokságon, illetve az 1986-os és az 1994-es világbajnokságon.

## Sikerei, díjai
Levszki Szofija
- Bolgár bajnok (4): 1983–84, 1984–85, 1987–88, 1993–94
- Bolgár kupa (3): 1983–84, 1985–86, 1993–94

Szlavia Szofija
- Bolgár bajnok (1): 1995–96
- Bolgár kupa (1): 1995–96

Egyéni
- A bolgár bajnokság gólkirálya (4): 1986–87 (36 gól), 1987–88 (28 gól), 1991–92 (26 gól), 1993–94 (30 gól)